# Liste der Finanzminister von Nordrhein-Westfalen
Liste der Finanzminister von Nordrhein-Westfalen seit 1946.
| Name                   | Amtsantritt                                                  | Kabinett                       | Partei |
| ---------------------- | ------------------------------------------------------------ | ------------------------------ | ------ |
| Franz Blücher          | 29. August 1946 5. Dezember 1946                             | Amelunxen I Amelunxen II       | FDP    |
| Heinrich Weitz         | 17. Juni 1947 15. September 1950                             | Arnold I Arnold II             | CDU    |
| Adolf Flecken          | 8. Januar 1952 27. Juli 1954                                 | Arnold II Arnold III           | CDU    |
| Willi Weyer            | 20. Februar 1956                                             | Steinhoff                      | FDP    |
| Artur Sträter          | 21. Juli 1958                                                | Meyers I                       | CDU    |
| Joseph Pütz            | 6. August 1960 23. Juli 1962 25. Juli 1966                   | Meyers I Meyers II Meyers III  | CDU    |
| Hans Wertz             | 8. Dezember 1966 28. Juli 1970                               | Kühn I Kühn II                 | SPD    |
| Friedrich Halstenberg  | 4. Juni 1975                                                 | Kühn III                       | SPD    |
| Diether Posser         | 17. Januar 1978 20. September 1978 29. Mai 1980 30. Mai 1985 | Kühn III Rau I Rau II Rau III  | SPD    |
| Heinz Schleußer        | 30. April 1988 12. Juni 1990 17. Juli 1995 17. Juni 1998     | Rau III Rau IV Rau V Clement I | SPD    |
| Peer Steinbrück        | 22. Februar 2000 27. Juni 2000                               | Clement I Clement II           | SPD    |
| Jochen Dieckmann       | 12. November 2002                                            | Steinbrück                     | SPD    |
| Helmut Linssen         | 24. Juni 2005                                                | Rüttgers                       | CDU    |
| Norbert Walter-Borjans | 15. Juli 2010 21. Juni 2012                                  | Kraft I Kraft II               | SPD    |
| Lutz Lienenkämper      | 30. Juni 2017 28. Oktober 2021                               | Laschet Wüst I                 | CDU    |
| Marcus Optendrenk      | 29. Juni 2022                                                | Wüst II                        | CDU    |